# James Tracy Hale

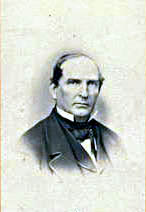
James Tracy Hale (1865)

James Tracy Hale (* 14. Oktober 1810 in Towanda, Pennsylvania; † 6. April 1865 in Bellefonte, Pennsylvania) war ein US-amerikanischer Politiker. Zwischen 1859 und 1865 vertrat er den Bundesstaat Pennsylvania im US-Repräsentantenhaus.

## Werdegang
James Hale besuchte die öffentlichen Schulen seiner Heimat. Nach einem anschließenden Jurastudium und seiner 1832 erfolgten Zulassung als Rechtsanwalt begann er in Bellefonte in diesem Beruf zu arbeiten. Im Jahr 1851 wurde er Vorsitzender Richter im 20. Gerichtsbezirk seines Staates. Politisch schloss er sich der 1854 gegründeten Republikanischen Partei an.
Bei den Kongresswahlen des Jahres 1858 wurde Hale im 15. Wahlbezirk von Pennsylvania in das US-Repräsentantenhaus in Washington, D.C. gewählt, wo er am 4. März 1859 die Nachfolge des Demokraten Allison White antrat. Nach zwei Wiederwahlen konnte er bis zum 3. März 1865 drei Legislaturperioden im Kongress absolvieren. Seit 1863 vertrat er dort als unabhängiger Republikaner den 18. Distrikt seines Staates. Ebenfalls seit 1863 leitete er das Committee on Claims. Hales Zeit als Abgeordneter war von den Ereignissen unmittelbar vor dem Bürgerkrieg und ab 1861 vom Krieg selbst geprägt. Er starb am 6. April 1865, nur einen Monat nach seinem Ausscheiden aus dem Kongress, in Bellefonte, wo er auch beigesetzt wurde.